# Phasia latipennis
Phasia latipennis là một loài ruồi trong họ Tachinidae.